# Kičevo
Kičevo (en macédonien : Кичево  ; en albanais : Kërçovë) est une commune et une ville de l'ouest de la Macédoine du Nord. Elle comptait 39 669 habitants en 2021 et couvre 838 km2. La ville en elle-même compte 23 428 habitants, le reste de la population étant réparti dans les villages alentour.
Kičevo est la principale ville de l'ouest de la Macédoine du Nord et elle se trouve dans une région habitée à la fois par des Macédoniens et des Albanais. Les Macédoniens sont majoritaires dans la ville, tandis que les Albanais sont majoritaires dans la commune entière.

## Géographie
La commune se trouve dans la vallée éponyme, entourée de hautes montagnes, sur la route qui relie Skopje à Ohrid, qui permet également de rejoindre Bitola. La ville de Kičevo se trouve par ailleurs sur la ligne ferroviaire de Kičevo à Skopje. Une extension de la voie ferrée vers Struga et l'Albanie est en projet.
La vallée de Kičevo est un espace courbe et étroit, fermé à l'ouest par le massif de la Bistra et à l'est par la Suva Gora. Elle compte de nombreuses rivières et en ruisseaux, tous affluents du Vardar.
Kičevo connaît deux climats, un climat continental chaud en dessous de 600 à 900 mètres d'altitude, et un climat montagnard dans les zones plus élevées. La température maximale atteinte est 40,5 degrés, et la température minimale, −23 degrés.
En plus de la ville en elle-même, la commune compte un grand nombre de villages. Il s'agit de Atichta, Aranguel, Batchichta, Belitsa, Berikovo, Bigor Dolentsi, Brjdani, Boukoytchani, Bidrani, Vranechtitsa, Garani, Golemo Tsrsko, Gorna Douchégoubitsa, Gorno Dobrénoets, Gorno Strogomichté, Grechnitsa, Dlapkin Dol, Dolna Douchégoubitsa, Dolno Dobrénoets, Dolno Strogomichté, Drougovo, Doupyani, Ehloets, Joubrino, Zaïas, Ivantchichta, Izvor, Yavorets, Yagol, Yagol Dolentsi, Youdovo, Karbounitsa, Kladnik, Klénoets, Knéjino, Kozitsa, Kozitchino, Kolari, Kolibari, Krouchitsa, Lavtchani, Lazarovtsi, Lechnitsa, Malkoets, Malo Tsrsko, Manastirsko Dolentsi, Mamoudovtsi, Midintsi, Miokazi, Novo Selo, Oslomeï, Ossoy, Orlantsi, Papradichté, Patets, Podvis, Popoets, Popoljani, Popovyani, Premka, Prostranyé, Rabetino, Rachtani, Retchani, Retchani-Tchelopetchko, Svetoratché, Svinyichté, Srbitsa, Srbyani, Staroets, Streltsi, Taymichté, Traptchin Dol, Touin, Ḱafa, Tser, Tsrvivtsi, Tchelopetsi et Choutovo.

## Histoire

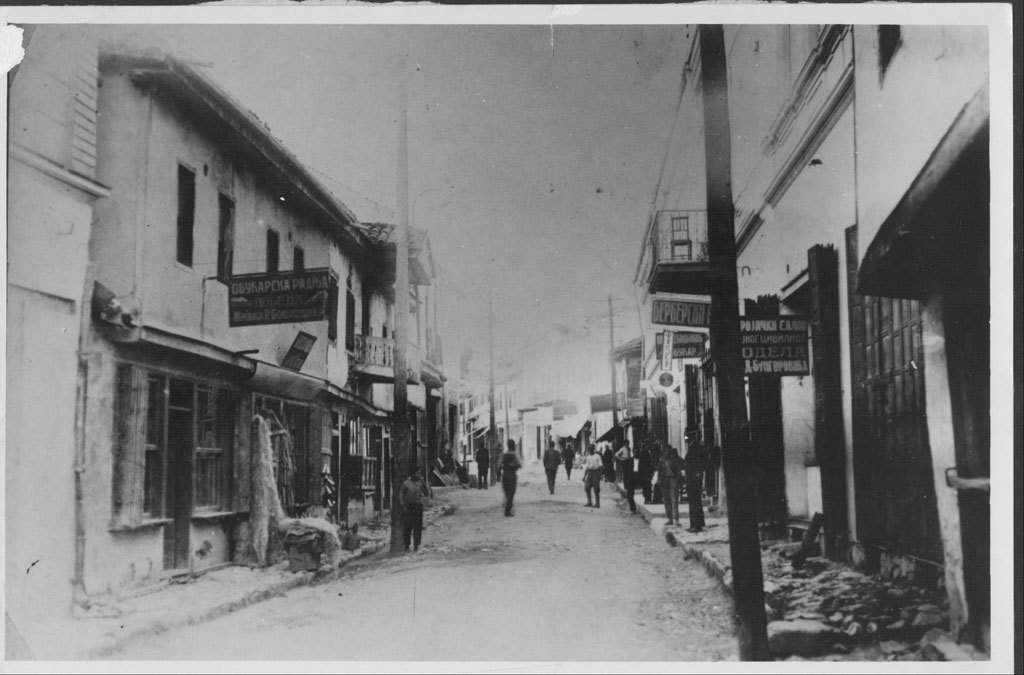
Kičevo dans les années 1930.

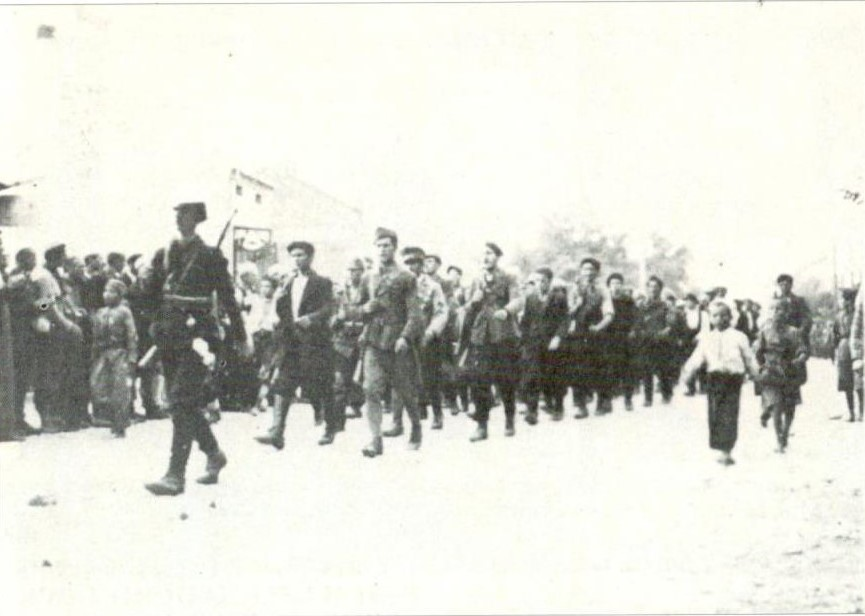
Des combattants partisans entrent dans Kičevo libéré le 9 décembre 1943.

Les origines de Kičevo sont très mal connues. On sait seulement qu'une ville appelée « Uskana » a existé à proximité pendant l'Antiquité. La ville actuelle est mentionnée pour la première fois en 1018 dans une charte de l'empereur byzantin Basile II. Elle est alors peuplée par les Brsyatsi, une tribu qui vit de l'élevage de bétail. Après la conquête turque à la fin du XIVe siècle, la ville devient un petit centre administratif. Il faut toutefois attendre le XIXe siècle pour que Kičevo se développe réellement, notamment grâce à des investissements étrangers et à l'extraction minière (cuivre et manganèse). Le centre-ville reçoit alors son organisation actuelle et une forteresse est construite.
Lors de l'Insurrection d'Ilinden, qui a lieu en 1903 et vise l'autonomie de la Macédoine dans l'Empire ottoman, la ville se mobilise massivement dans les rangs des insurgés. Le soulèvement s'achève cependant par un échec et c'est en 1912 que la Macédoine quitte définitivement l'empire, pour rejoindre la Serbie.
En 1941, la ville est occupée par l'Italie fasciste et elle devient un foyer de la Résistance communiste. Elle est d'ailleurs libérée par les Partisans locaux en 1945, et 555 combattants macédoniens y meurent au combat.
En 1996, lors d'une grande réforme administrative, les communes de Drougovo, Zaïas, Oslomeï et Vranechtitsa, auparavant parties de Kičevo, ont été détachées. Cela a entraîné un morcellement de la vallée de Kičevo, qui s'est retrouvée partagée entre de petites entités. La réunion des cinq communes a cependant été envisagée en 2004, lors d'une nouvelle réforme visant à simplifier la carte administrative du pays. La population macédonienne s'est alors majoritairement opposée à la fusion des communes, car la nouvelle grande commune de Kičevo aurait une majorité albanaise. La fusion est finalement acceptée par le parlement en 2008 et elle devient effective lors des élections locales de 2013.

## Démographie
Lors du dernier recensement, effectué en 2002, la commune de Kičevo comptait 30 138 habitants. Depuis, elle a fusionné avec quatre autres communes, (Drougovo, Zaïas, Oslomeï et Vranechtitsa). Kičevo, dans ses dimensions actuelles, comptait donc à la même date 56 734 habitants. La ville en elle-même comptait 27 067 habitants.
Selon le recensement de 2002, la composition ethnique de la ville est :
- Macédoniens - 15 031 (55,5 %)
- Albanais - 7 641 (28,2 %)
- Turcs - 2 406 (8,9 %)
- Roms - 1 329 (4,9 %)
- Serbes - 82 (0,3 %)
- Valaques - 75 (0,3 %)
- Bosniaques - 7 (0,01 %)
- Autres - 496 (1,8 %)

La composition ethnique de la commune est :
- Albanais - 30 927 (54,51 %)
- Macédoniens - 20 278 (35,74 %)
- Turcs - 2 998 (5,28 %)
- Roms - 1 631 (2,87 %)
- Serbes - 102 (0,17 %)
- Valaques - 76 (0,13 %)
- Bosniaques - 8 (0,01 %)
- Autres - 714 (1,25 %)

## Administration
La commune est administrée par un conseil municipal élu au suffrage universel tous les quatre ans. Il adopte les plans d'urbanisme, accorde les permis de construire, planifie le développement économique local, protège l'environnement, prend des initiatives culturelles et supervise l'enseignement primaire. Il compte 23 conseillers municipaux.
Le pouvoir exécutif est détenu par le maire, lui aussi élu au suffrage universel. Depuis 2013, le maire de Kičevo est Fatmir Dehari, membre de l'Union démocratique pour l'intégration.

## Économie
La commune vit principalement de l'exploitation minière et de la production d'électricité grâce à la centrale d'Oslomeï, qui a une capacité de 660 000 kWh de production annuelle.

## Culture locale et patrimoine
Le centre-ville de Kičevo est marqué par l'église Saint-Pierre-et-Saint-Paul, construite en 1907, et par la tour de l'horloge, d'époque ottomane. On y trouve aussi, dans un édifice de 1892, le Musée de la Macédoine occidentale, qui illustre notamment les luttes nationales macédoniennes au XIXe siècle et au XXe siècle, mais présente aussi des objets archéologiques trouvés dans la région ainsi que des objets folkloriques.
En surplomb du centre se trouve la forteresse Kitino Kale. Ce nom signifie « forteresse de Kita », et selon la légende, Kita serait une sœur du roi médiéval Marko Kraljević qui aurait vécu à Kičevo (la ville elle-même lui doit son nom). Des fouilles archéologiques ont notamment permis de mettre au jour des monnaies byzantines. Le fort actuel date principalement de la fin du XVIIIe siècle et du XIXe siècle, lorsqu'il fut aménagé en caserne ottomane. En 1968 y a été construit un mémorial de la Seconde Guerre mondiale.
Le monastère de la Vierge-Marie, situé dans les environs à une altitude de 920 mètres, a été fondé en 1316. Détruit par les Turcs en 1558, il n'a été reconstruit qu'en 1848.

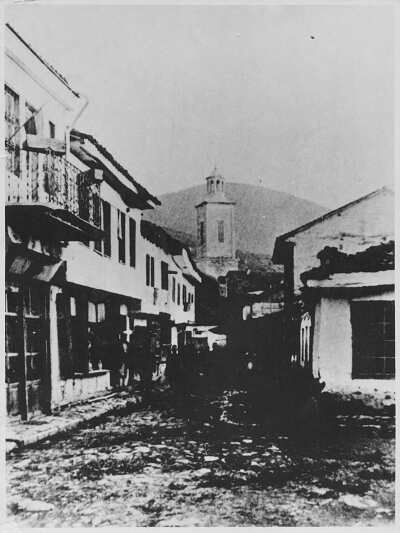
La tour de l'horloge en 1926.
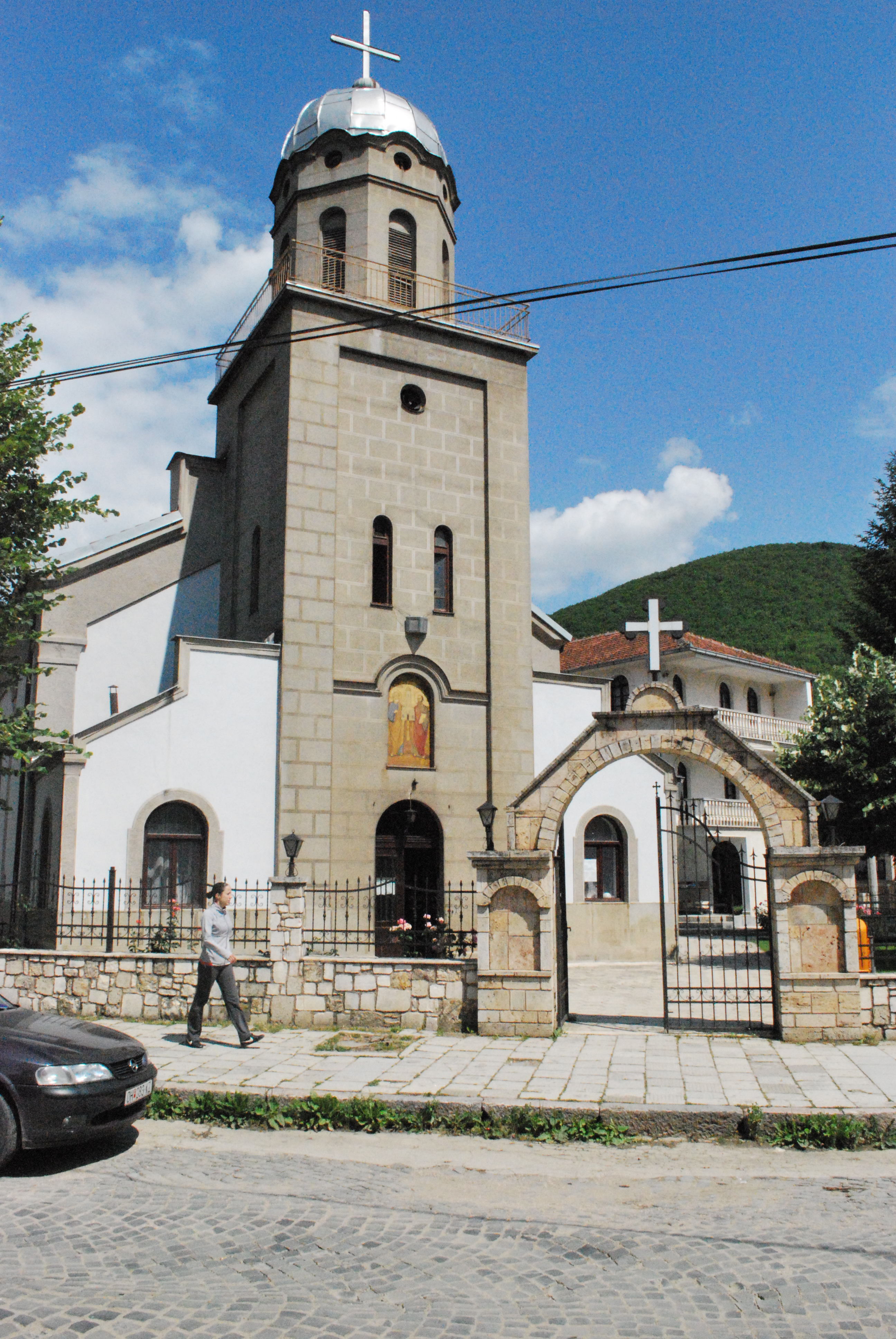
L'église Saint-Pierre-et-Saint-Paul.
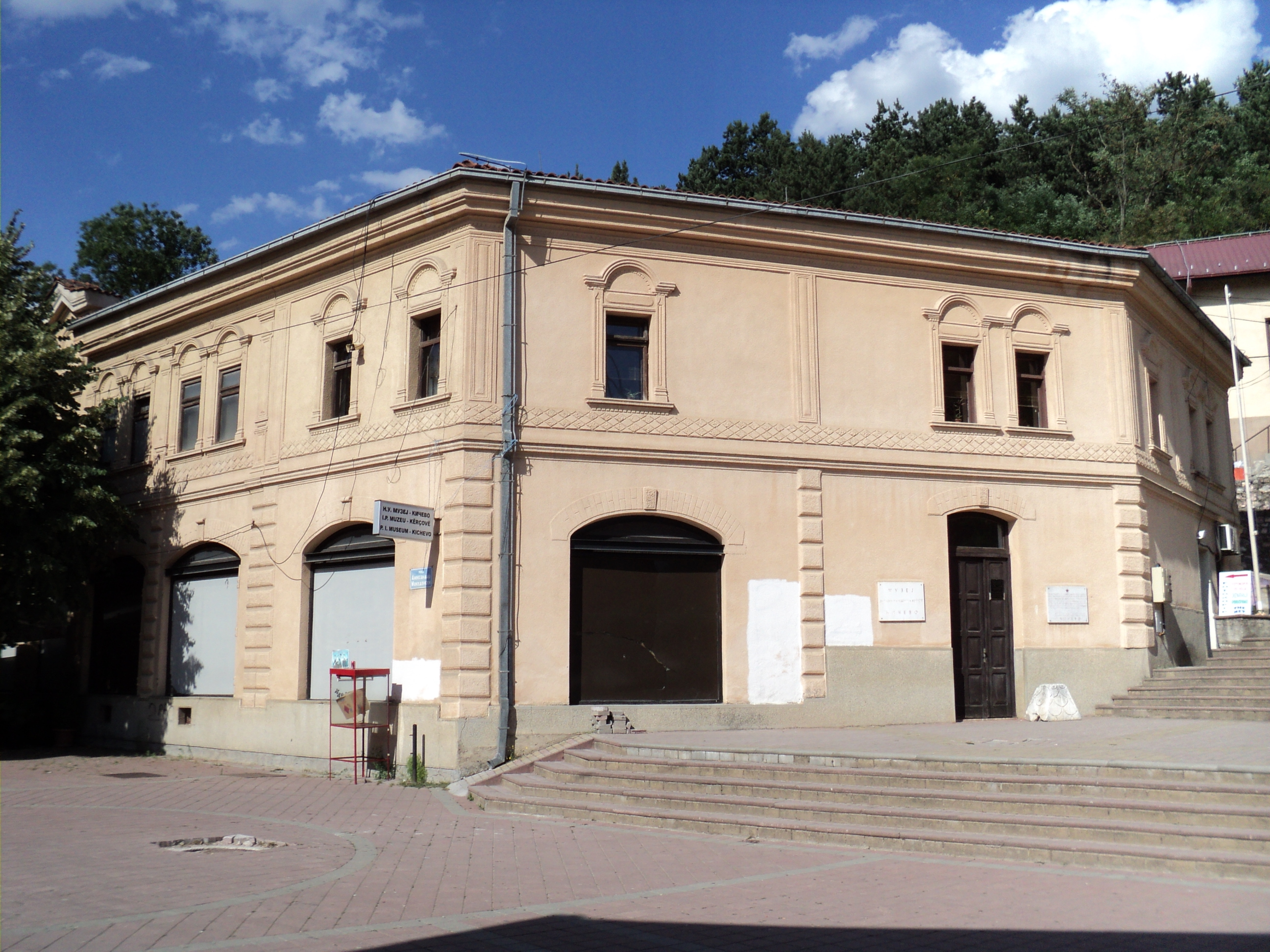
Le musée de Kičevo.
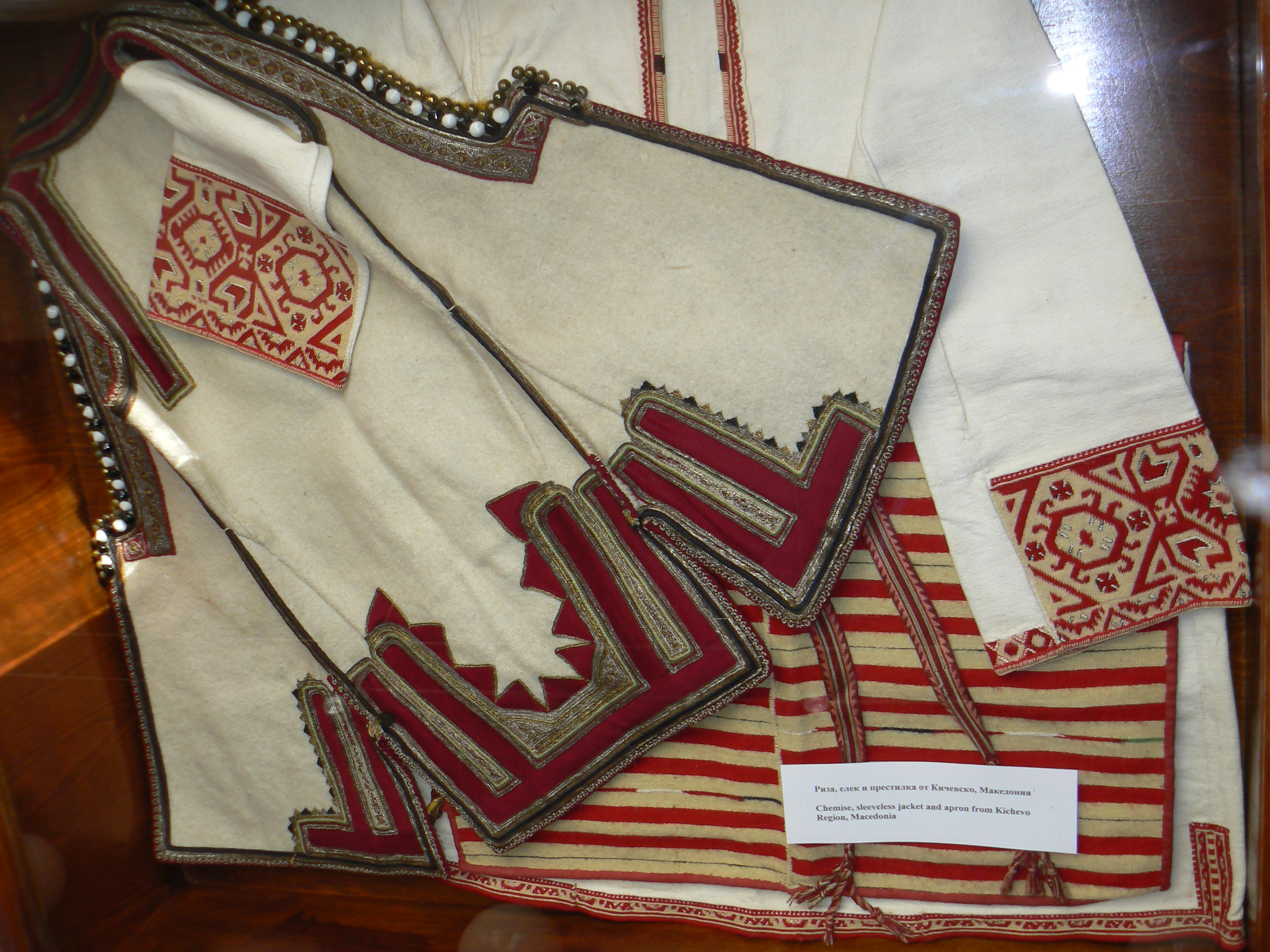
Habits traditionnels dans le musée.
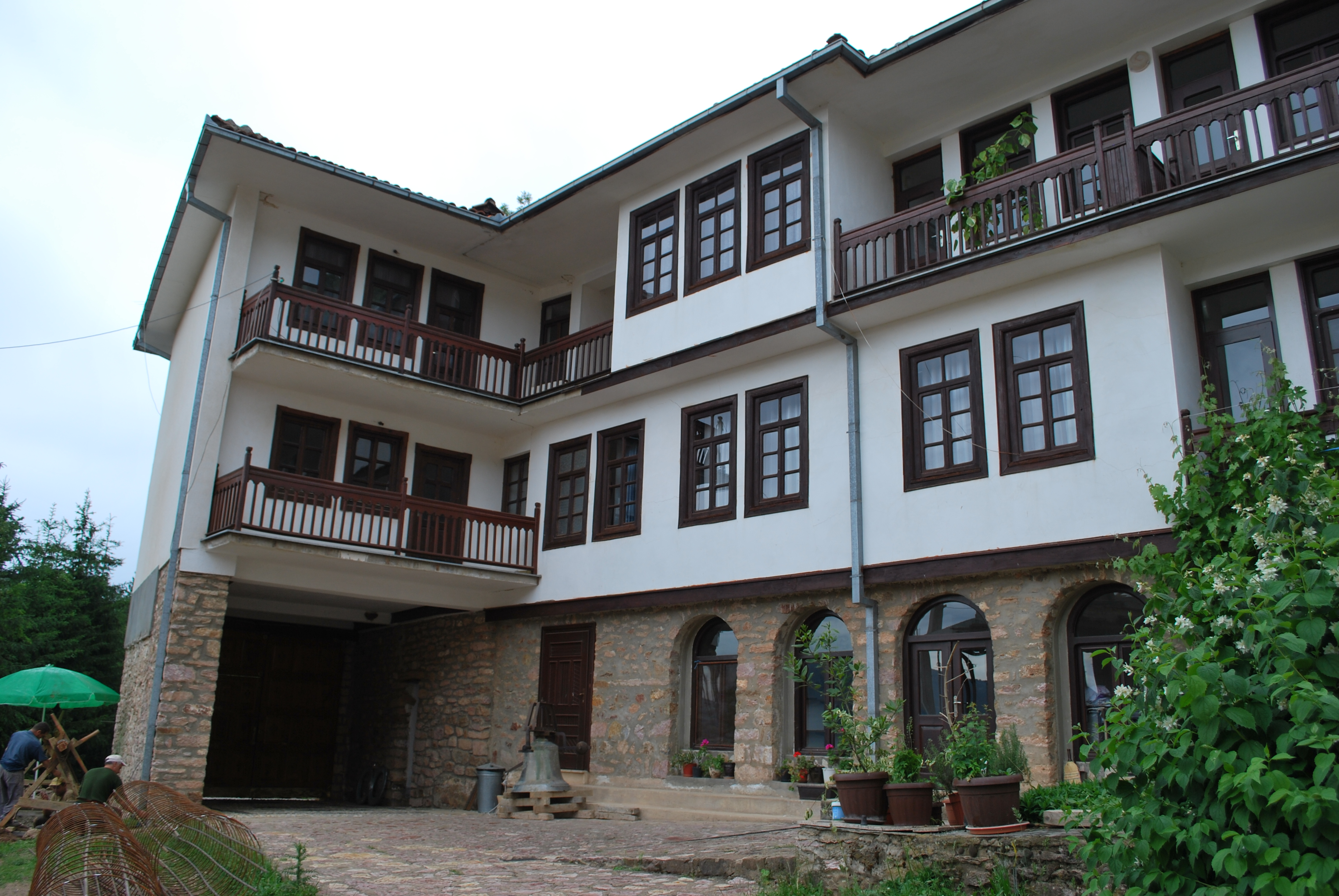
Le monastère.